# 吕西-贝蒙
吕西-贝蒙（法語：Russy-Bémont，法語發音：[ʁysi bemɔ̃]）是法国瓦兹省的一个市镇，位于该省东南部，属于桑利斯区。

## 地理
吕西-贝蒙（49°14'36"N, 2°57'54"E）面积9.75 平方千米，位于法国上法蘭西大區瓦兹省，该省份为法国北部内陆省份，北起索姆省，西接厄尔省和滨海塞纳省，南至塞纳-马恩省和瓦兹河谷省，东临埃纳省。
与吕西-贝蒙接壤的市镇（或旧市镇、城区）包括：瓦卢瓦地区博讷伊、瓦卢瓦地区克雷皮、费尼厄、弗雷努瓦-拉里维耶尔、贡德勒维尔、沃穆瓦斯、韦村。

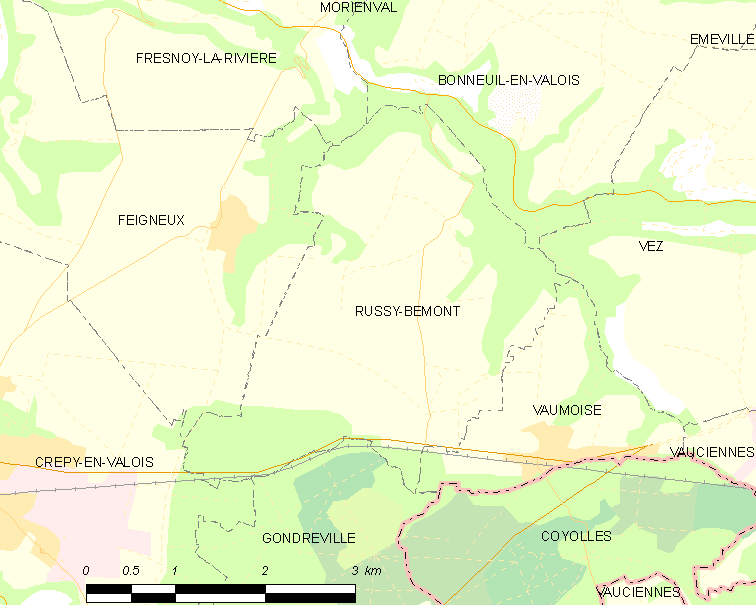
吕西-贝蒙的OSM定位图

吕西-贝蒙的时区为UTC+01:00、UTC+02:00（夏令时）。

## 行政
吕西-贝蒙的邮政编码为60117，INSEE市镇编码为60561。

## 政治
吕西-贝蒙所属的省级选区为瓦卢瓦地区克雷皮县。

## 人口

1962-2008年间吕西-贝蒙人口变化图示

吕西-贝蒙于2022年1月1日时的人口数量为237人。